# Oreochromis tanganicae
Espèce
Statut de conservation UICN

 LC  : Préoccupation mineure
Synonymes
Oreochromis tanganicae est une espèce de poisson, endémique du lac Tanganyika, en Afrique. Il est possible également de le rencontrer dans les estuaires du lac. Il fait partie de la famille des Cichlidae, et est une des nombreuses espèces regroupées sous le nom de Tilapia.

## Alimentation
Oreochromis tanganicae est un cichlidae herbivore, qui se nourrit donc plus d'une alimentation à base de verdure.

## Reproduction
Oreochromis tanganicae est une espèce incubatrice buccale maternelle. Le mâle est très territorial en période de reproduction.